# Gabrovlje
Gabrovlje este o localitate din comuna Slovenske Konjice, Slovenia, cu o populație de 83 de locuitori.